# 상당로
상당로는 국도 17호선과 36호선의 일부로서, 충청북도 청주시 상당구 석교동 석교육거리에서 충청북도 청주시 청원구 내덕동에 이르는 도로로 총 길이가 3.3Km이고 왕복 4~7 차선 도로이다. 북쪽으로 향하면 공항로(국도 17호선), 충청대로(국도 36호선)과 연결되고, 남쪽은 단재로(국도 25호선)과 청남로(국도 17호선)과 연결된다.

## 노선
석교육거리(국도 17, 25호선 분기점) - 구남궁병원사거리 - 충북도청서문 - 상당사거리(국도 36호선 분기점) - 방아다리사거리(청주시청) - 우암오거리 - 청주대사거리 - 내덕삼거리 - 내덕칠거리(국도 17, 36호선 분기점)